# حلزونة الجبن
حلزونة الجبن (بالإنجليزية: Cheesymite scroll) هي طعام أسترالي مخبوز لذيذ يوجد عادةً في مخابز بيكرز ديلايت و برومبي، وكذلك في محلات السوبر ماركت الأسترالية. وتتكون من خليط من الخبز المخبوز يشبه خبز الزبيب مع مربى الفيجيمايت والجبن بدلاً من الزبيب. تُخبز حلزونات الجبن في المنزل أيضًا. صُنعت الجبن لأول مرة في عام 1994.